# Splot żylny pochwowy

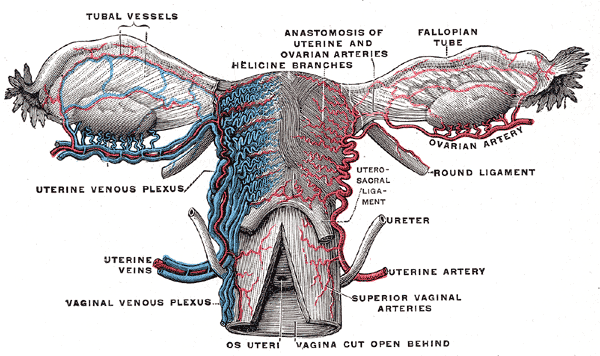
Naczynia narządów płciowych wewnętrznych u kobiety. Splot żylny pochwowy podpisany vaginal venous plexus

Splot żylny pochwowy (łac. plexus venosus vaginalis) – w anatomii człowieka splot żylny zbierający krew ze pochwy powstający z jej naczyń żylnych i z którego krew uchodzi do żyły biodrowej wewnętrznej.

## Przebieg
Parzysty splot żylny pochwowy leży na zewnątrz pochwy wzdłuż jej brzegów. Powstaje z naczyń żylnych błony śluzowej pochwy, które następnie w  jej błonie mięśniowej wytwarzają większe naczynia, które łączą się po bokach pochwy wytwarzając splot.

## Odmiany
- może uchodzić do żyły macicznej
- może wytwarzać żyły pochwowe

## Zespolenia
- splot żylny pęcherzowy
- splot żylny odbytniczy
- splot żylny maciczny

## Zastawki
Splot żylny pochwowy nie posiada zastawek. 